# Komsomol
Komsomol  (ruski: Комсомол) kratica je od ruskog Kommunističeskij sojuz molodeži (Ком мунистический союз молодёжи; hrvatski: Komunistička omladinska organizacija). 
Organizacija je bila ustanovljena 29. listopada 1918. Godine 1922. ime je promijenjeno u „Vsesovjetska leninističkog komunističkog saveza”, a ime Komsomol je ostalo. Organizacija je bila formalna organizacija za pomladak i predstavljala je pomladak Komunističke partije SSSR-a.
Njoj su morali pristupiti svi mladi ljudi. Maksimalna dob članova komsomola bila je 28 godina, a organizatori i dužnosnici bili su stariji. 
U vrijeme komunističke SFR Jugoslavije (1945. – 1991.) postojala je jugoslavenska komsomolska organizacija pod imenom Titovi pioniri.